# توي للطيران
توي للطيران (سابقا: طومسون للطيران) هي أكبر شركة طيران متخصصة في رحلات الشارتر، وهي تُقدم العديد من الرحلات الجوية من المملكة المتحدة وجمهورية ايرلندا إلى وجهات في أوروبا وأفريقيا وآسيا وأمريكا الشمالية. قامت الشركة بنقل 11.2 مليون مسافر خلال سنة 2017، مما يجعلها ثالث أكبر شركة طيران في المملكة المتحدة بعد الخطوط الجوية البريطانية وإيزي جيت. ويقع مقرها الرئيسي في مطار لندن لوتن.

## تاريخ
في 13 ماي 2015، أعلنت مجموعة توي بأن جميع فروع المجموعة سيتم تسميتها باسم توي، مع الحفاظ على شهادة شركات الطيران منفصلة، وهي عملية تستغرق أكثر من ثلاث سنوات لإكمالها. وقد تم تغيير اسم طومسون للطيران إلى توي للطيران في أواخر عام 2017.

## الأسطول
إلى غاية نونبر 2019، تتوفر توي للطيران على أسطول من 62 طائرة كلها من طراز بوينغ.